# Johann Christian Buxbaum
Johann Christian Buxbaum, född 5 oktober 1693, död 7 juli 1730, var en tysk botaniker.
Buxbaum var professor vid Vetenskapsakademin i Sankt Petersburg, utgav en lokalflora för trakten kring Halle, företog forskningsfärder kring Svarta havet samt i Mindre Asien och Armenien och beskrev sina därvid gjorda botaniska iakttagelser i Plantarum minus congnitarum circa Byzantium et in Oriente collectarum centuriæ 1-5 (1728-40).